# Ryan Brooks
Ryan Brooks (New Orleans, 12 aprile 1988) è un ex cestista statunitense.